# 史元熙
史元熙（1553年—?），字仲弢，號良明，浙江餘姚縣（今浙江省餘姚市）人，民籍，明朝政治人物。

## 生平
隆慶四年（1570年）庚午科浙江鄉試第四十四名。萬曆二年（1574年），登進士第三甲第十七名。任寧國府（今安徽省宣城縣）推官，历官兵部郎中，萬曆十二年十月升江西按察司佥事，十六年（1588年）贬任開州知州。

## 事跡
史元熙與蹇達、龍宗武、梅鼎祚、姜奇方友好，万历四年（1576年）三月，汤显祖應宣城知縣姜奇方之邀游宣城，与沈懋学、梅鼎祚、史元熙等相識。史元熙好刻書，曾協助出版梅氏之《唐李杜二家诗钞评林》，並撰〈刻二家鈔後序〉，又刊行《宣城集》十卷。

## 家族
曾祖父史本端；祖父史立模，曾任知府；父史自上，曾任貢士。母邵氏。具庆下。兄史重淵（貢士）、史銓（貢士）、史鈳（翰林院庶吉士）、史元烝。弟元勳、元杰、元燾。